# Szabolcs Hajdu
Szabolcs Hajdu est un réalisateur hongrois né le 26 janvier 1972.

## Filmographie partielle
- 2001 : Macerás ügyek
- 2004 : Tamara
- 2006 : Les Paumes blanches (Fehér tenyér)
- 2010 : Bibliothèque Pascal
- 2014 : Délibáb
- 2015 : The Gambler (A játékos)
- 2016 : Ernelláék Farkaséknál

## Récompense
- 2016 : il reçoit le Globe de cristal du Festival de Karlovy Vary pour Ernelláék Farkaséknál